# Kletterfisch
Der Kletterfisch (Anabas testudineus) ist ein Süßwasserfisch aus der Gattung Kletterfische. Er kann das Wasser verlassen und andere Gewässer aufsuchen. In Südostasien ist der Kletterfisch ein wichtiger, lebend angebotener Speisefisch, der feucht gehalten mehrere Tage überlebt. Da der Kletterfisch Zwischenwirt für den Zwergdarmegel Haplorchis yokogawai ist, kann der Verzehr ungenügend erhitzter Fische eine Haplorchiasis verursachen.

## Merkmale
Der Kletterfisch kann eine Standardlänge von 23 bis 25 cm erreichen. Die Färbung lebender Exemplare ist hell- bis dunkelgrün. Die Unterseite ist sehr hell, die Oberseite dunkel olivfarben. Am Kopf, zur Bauchseite hin, verlaufen Längsstreifen, am hinteren Rand des Kiemendeckels befindet sich ein dunkler Fleck. Sein Kopf ist beschuppt, zwischen dem Auge und dem hinteren Rand des Vordeckels liegen vier bis fünf Schuppenreihen. Auf der unterbrochenen Seitenlinie liegen 26–32 Schuppen. Die Schuppen sind groß und regelmäßig angeordnet. Die Iris ist rötlich goldfarben.
- Flossenformel: Dorsale XVI–XX/7–10, Anale IX–XI/8–11[2]

## Verbreitung und Lebensraum
Der Kletterfisch ist in Südostasien weit verbreitet. Das Verbreitungsgebiet reicht von Indien bis zur Wallace-Linie einschließlich China.
Der Kletterfisch wurde auch auf den Australischen Inseln Boigu und Saibai gesichtet.
Der Kletterfisch lebt im Süßwasser. Er bewohnt mittelgroße bis große Flüsse, Kanäle und Bewässerungsgräben, Seen und Teiche, Sümpfe und Reisfelder.

## Lebensweise
Zur Wanderung über Land bewegt der Kletterfisch wellenförmig seinen Körper und benutzt seinen bedornten Kiemendeckel, die Atmung erfolgt dabei über sein Labyrinthorgan. Er kann so Strecken von bis zu 180 m in einer Nacht zurücklegen.
Kletterfische fressen pflanzliche Nahrung und Fischbrut.

## Name
Der Name Kletterfisch geht auf den angeblichen Fund eines lebenden Fisches in einer Höhe von etwa 1,5 Meter über dem Boden in einem Baum zurück (Daldorf, 1779). Olson et al. führen allerdings aus, dass Berichte, der Fisch könne tatsächlich auf Bäume klettern, die Fähigkeit des Fisches übersteigt.